# اوستروواتشیتسه
اوستروواتشیتسه (به چکی: Ostrovačice) یک منطقهٔ مسکونی در جمهوری چک است که در ناحیه برنو-تسوونتری واقع شده‌است. اوستروواتشیتسه ۷٫۸۲ کیلومتر مربع مساحت و ۶۷۲ نفر جمعیت دارد و ۳۳۰ متر بالاتر از سطح دریا واقع شده‌است.